# Karabułak (Rosja)
Karabułak (ros. Карабулак) – miasto w Rosji, w Inguszetii. Liczy 34 011 mieszkańców (2006). Ośrodek przemysłu chemicznego.
W 1800 założona tu została stanica kozacka Karabułaksaja, od 1995 prawa miejskie. W latach 90. populacja powiększyła się 3-krotnie na skutek napływu uchodźców z Czeczenii.